# Carbon (API)
Carbon 是苹果电脑操作系统的（API）之一。
Carbon 与 Cocoa、X11、POSIX、Java 并列成为 Mac OS X（後更名為 macOS）五个主要的API。與 Cocoa 相比，Carbon是面向过程的编程语言 API，而 Cocoa 是面向对象的编程语言 API。Carbon 是比 Cocoa 更为低层次的API，比较类似于Microsoft Windows操作系统的 Win32 API。
调用 Carbon 的程序可以使用包括 C、C++ 在内的多种编程语言。而 Cocoa 只能支持 Objective-C 和 Java。在从PowerPC 平台向 Intel 平台转移的过程中，使用 Carbon 的程序比使用 Cocoa 的程序需要更多的修改。